# 성등포항
성등포항은 대한민국 전라남도 진도군 조도면 동구리, 상조도 섬에 있는 어항이다. 섬등포항이라고 불리기도 한다. 1975년 8월 5일 지방어항으로 지정되었다. 시설관리자는 진도군수이다.

## 어항 연혁
성등포항은 진도군의 상조도 남단에 위치하며 인근에 외병도, 병풍도 어장이 있어 풍부한 수산자원을 가지고 있으며, 또한 전면 해역이 섬들로 둘러싸여 항상 정원한 수역을 확보하고 있어 풍랑시 인근어장에서 조업하던 중소어선의 대피항으로 이용되고 있다.

## 어항 시설
- 물양장 185m 호안 125m, 선착장 21m

## 주요 어종
- 돔, 민어, 숭어, 광어